# Raise Me Up (Je respire encore)
Raise Me Up (Je respire encore) is een nummer van de Franse zanger Corson uit 2014. Het is de eerste single van zijn album The Rainbow.
"Raise Me Up" bevat een Engelstalig refrein, terwijl de coupletten en brug Franstalig zijn. De tekst gaat over doorzettingsvermogen, kracht vinden in tijden van duisternis en de transformerende kracht van menselijke verbinding. Het benadrukt het verlangen om los te komen van negatieve patronen, en erkent dat we soms anderen nodig hebben om ons uit de problemen te helpen. De plaat behaalde met een 58e positie een mager succesje in de Franse hitlijsten, maar het werd wel een grote radiohit in Frankrijk en wordt er tot op de dag van vandaag nog steeds veel gedraaid.

## Tracklijst
- Muziekdownload

1. "Raise Me Up (Je respire encore)" – 3:39